# Чандхок, Карун
Кару́н Чандхо́к (род. 19 января 1984, Мадрас) — индийский автогонщик. Победитель чемпионата Формула-Азия в 2001 году, первый чемпион серии Формула-Рено V6 Азия в 2006. Участник чемпионата GP2 и победитель одного из этапов. Пилот «Формулы-1»; провёл в «Формуле-1» 11 гонок в сезонах 2010 и 2011 годов.

## Карьера

### 2000
Он стал чемпионом индийской Формулы-Марути. Где он во всех десяти гонках стартовал с поул-позиции и показывал быстрейший круг, а также одержал семь побед, тем самым он стал рекордсменом Индии.

### 2001
Он стал самым молодым чемпионом Формулы-Азия за команду «Team India Racing». Он стал первым азиатом кто выиграл первые 5 гонок сезона и в итоге установил рекорд восемь побед в сезоне. Также он был награждён званием «Самый многообещающий азиатский гонщик года». Также он провёл тесты за чемпионскую команду Британской Формулы-3 Carlin Motorsport.

### 2002
Он занял шестое место в национальном классе Британской Формулы-3 и шесть раз финишировал в первой тройке. Журнал Overdrive наградил его званием «Человек автоспорта года».

### 2003
Чандхок занял третье место в национальном классе, одержал победу в 8 гонках и финишировал в 19 гонках из 24 на подиуме вместе с командой T-Sport. Карун стал первым пилотом из Индии, кто смог стать сертифицированным инструктором престижной Сильверстоунской гоночной школы, которая находится на автодроме Формулы-1 в Англии.

### 2004
Индиец стал лидером в команде T-Sport и стал постоянно входить в число лучших пяти квалифицировшихся, а также он стал напарником соотечественника Нараина Картикеяна в Мировой серии Ниссан в двух заключительных этапах сезона и финишировал четвёртым всего-лишь во второй гонке, тем самым опередив напарника Нараина. Карун стал капитаном «Команда Индия» в 24-часовой картинговой гонке в Дубае. Также он стал первым человеком, который был награждён журналом Overdrive званием ‘Человек автоспорта года’ во второй раз.

### 2005

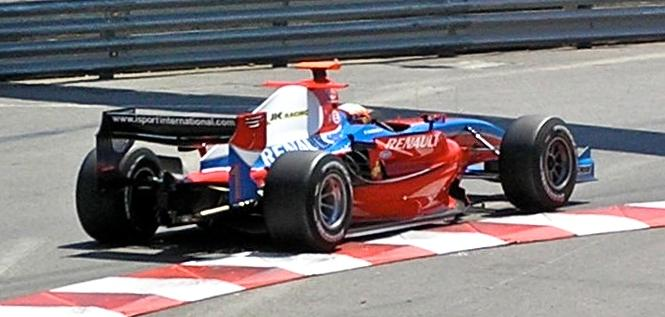
Чандхок управляет болидом iSport International на этапе в Монако сезона 2008 GP2.

Карун часть сезона провёл в Мировой серии Рено с RC Motorsport. Также он стал первым индийцем представляющим свою страну в А1 Гран-при. Он был подписан лидирующими в мире агентами в области автоспорта CSS-Stellar management.

### 2006
Чандхок стал первым в истории чемпионом нового чемпионата Формула-Рено V6 Азия. Он смог семь раз победить и заработать 9 поул-позиций в 12 гонках.

### 2007
Индиец стал пилотом серии GP2 в команде Durango. Он получил похвалу от босса Формулы-1 Берни Экклстоуна, который сказал что он будет следующим пилотом Формулы-1 из Индии и что он является большим фанатом Каруна. Навыки Чандхока повышались по ходу сезона и он финишировал в первой восьмёрке в трёх основных гонках. Он одержал свою первую победу в воскресном спринте Спа-Франкоршам, стартовав со второго места. За своими успехи он был награждён тестами в Red Bull Racing в ноябре.
Самый значимый прорыв в карьере Чандхока произошёл в ноябре когда он принял участие в тестах Red Bull Racing 13-14 ноября на трассе Каталунья.

### 2008

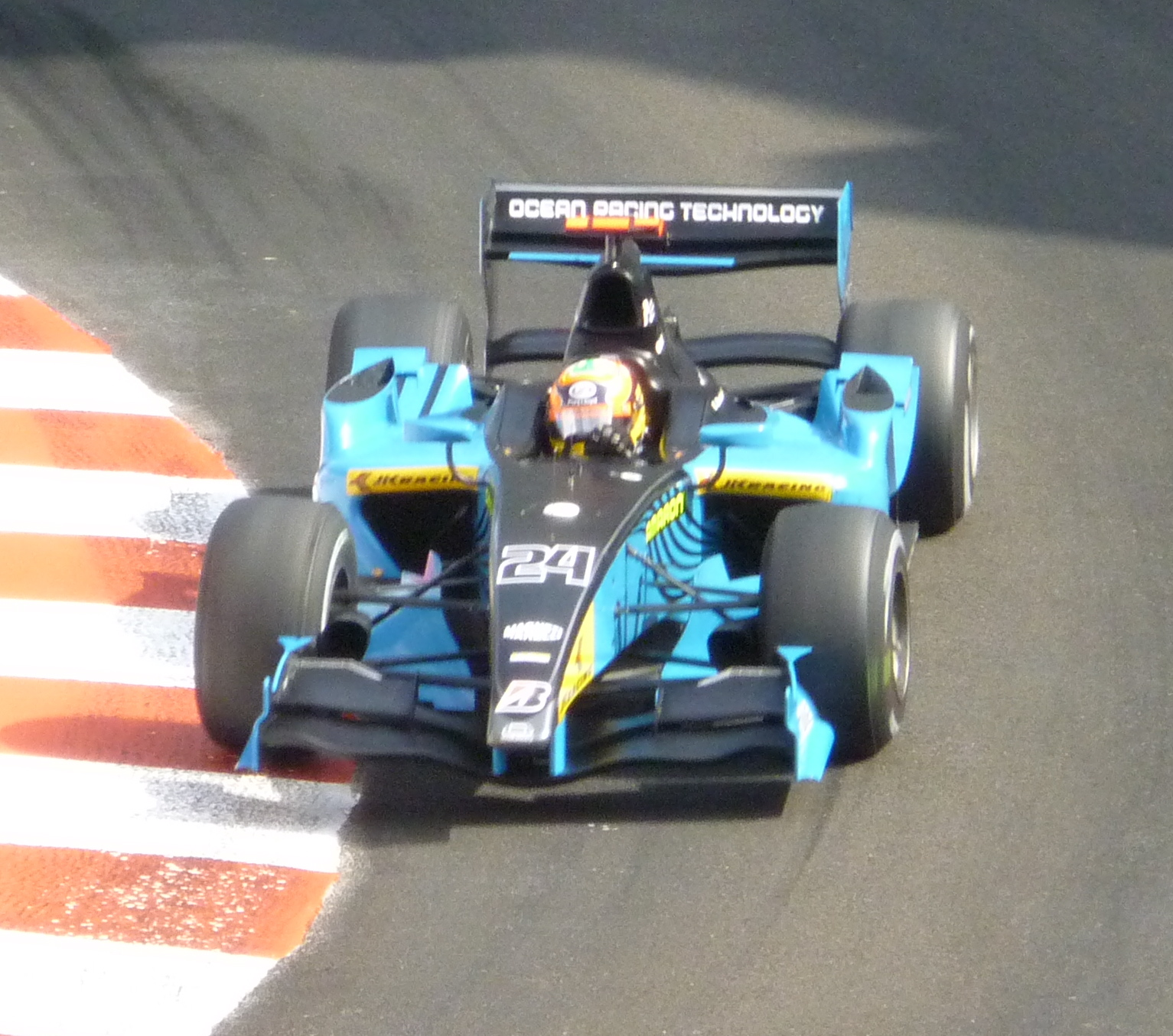
Чандхок за рулём болида Ocean Racing Technology на этапе в Монако сезона 2009 GP2.

Чандхок остался в GP2 в 2008, перейдя в команду iSport International где он сотрудничал с Бруно Сенной. Он выиграл одну гонку и занял десятое место в зачёте пилотов. Также с этой командой он принимал участие в сезоне 2008 GP2 Asia. После победы и десятого места в чемпионате, Чандхок получил награду за «Лучший стиль вождения» в конце сезона.
В ноябре Чандхок стал первым индийцем кто вступил в British Racing Drivers' Club. Членство Индии в Содружестве дало ему право стать членом клуба.

### 2009
Чандхок подписал контракт с командой Ocean Racing Technology на сезон 2009 GP2. После заключения сделки с ORT на выступление в европейской серии, Карун принял участие в заключительном этапе сезона 2008-09 GP2 Asia в Бахрейне, где он заменил Йелмер Буурман.

### 2010
5 марта 2010 года было объявлено, что Чандхок будет выступать в Формуле-1 за команду Hispania Racing.

### 2011
22 марта 2011 Чандхок подписал контракт резервного пилота Team Lotus. В первой части свободных заездов в Гран-при Австралии 2011 года Чандхок неудачно заменил Ярно Трулли — сессия началась с его вылета: гонщик не удержал машину на выходе из третьего поворота и она врезалась в защитный барьер. На Гран-при Германии 2011 года Карун провел полный уик-энд вместо Ярно Трулли.

## Результаты выступлений

### Общая статистика
| Сезон      | Серия                           | Команда                 | Старты | Победы | Поулы | Б/Круги | Подиумы | Очки  | Место |
| ---------- | ------------------------------- | ----------------------- | ------ | ------ | ----- | ------- | ------- | ----- | ----- |
| 2000       | Формула-Марути                  | ?                       | 10     | 7      | 10    | ?       | 10      | ?     | 1     |
| 2001       | Формула-2000 Азия               | SMR Team India          | 14     | 8      | ?     | ?       | 13      | 246   | 1     |
| 2002       | Британская Формула-3            | T-Sport                 | 25     | 0      | 0     | 1       | 7       | 156   | 6     |
| 2003       | Британская Формула-3            | T-Sport                 | 24     | 8      | 7     | 2       | 19      | 314,5 | 3     |
| 2004       | Британская Формула-3            | T-Sport                 | 17     | 0      | 0     | 0       | 0       | 37    | 14    |
| 2004       | Мировая серия Ниссан            | Tata RC Motorsport      | 2      | 0      | 0     | 0       | 0       | 11    | 16    |
| 2005       | Формула-Рено 3.5                | RC Motorsport           | 5      | 0      | 0     | 0       | 0       | 0     | 29    |
| 2005–06    | А1 Гран-при                     | Индия                   | 3      | 0      | 0     | 0       | 0       | 38    | 15    |
| 2006       | Формула V6 Азия                 | Team E-Rain             | 12     | 7      | 4     | 4       | 9       | 131   | 1     |
| 2007       | GP2                             | Durango                 | 21     | 1      | 0     | 1       | 1       | 16    | 15    |
| 2008       | GP2 Asia                        | iSport International    | 10     | 0      | 0     | 0       | 1       | 13    | 7     |
| 2008       | GP2                             | iSport International    | 19     | 1      | 0     | 0       | 3       | 31    | 10    |
| 2008–09    | GP2 Asia                        | Ocean Racing Technology | 2      | 0      | 0     | 0       | 0       | 0     | 26    |
| 2009       | GP2                             | Ocean Racing Technology | 20     | 0      | 0     | 1       | 1       | 10    | 18    |
| 2010       | Формула-1                       | HRT F1 Team             | 10     | 0      | 0     | 0       | 0       | 0     | 22    |
| 2011       | Формула-1                       | Team Lotus              | 1      | 0      | 0     | 0       | 0       | 0     | 28    |
| 2012       | 24 часа Ле-Мана — LMP1          | JRM                     | 1      | 0      | 0     | 0       | 0       | —     | 6     |
| 2012       | FIA WEC                         | JRM                     | 8      | 0      | 0     | 0       | 0       | 50,5  | 10    |
| 2013       | 24 часа Ле-Мана — LMP2          | Murphy Prototypes       | 1      | 0      | 0     | 0       | 0       | —     | 6     |
| 2013       | FIA GT Series                   | Seyffarth Motorsport    | 8      | 0      | 0     | 1       | 0       | 32    | 13    |
| 2013       | FIA GT Series                   | Vita4one Racing Team    | 2      | 0      | 0     | 0       | 0       | 32    | 13    |
| 2014       | Европейская серия Ле-Ман — LMP2 | Murphy Prototypes       | 2      | 0      | 0     | 0       | 0       | 4     | 24    |
| 2014       | 24 часа Ле-Мана — LMP2          | Murphy Prototypes       | 1      | 0      | 0     | 0       | 0       | —     | НК    |
| 2014–15    | Формула-E                       | Mahindra Racing         | 11     | 0      | 0     | 0       | 0       | 18    | 17    |
| 2015       | 24 часа Ле-Мана — LMP2          | Murphy Prototypes       | 1      | 0      | 0     | 0       | 0       | —     | 13    |
| 2016       | Европейская серия Ле-Ман — LMP2 | Murphy Prototypes       | 1      | 0      | 0     | 0       | 0       | 4     | 31    |
| 2017       | 24 часа Ле-Мана — LMP2          | Tockwith Motorsports    | 1      | 0      | 0     | 0       | 0       | —     | 9     |
| 2017       | British LMP3 Cup                | T-Sport                 | 2      | 0      | 0     | 0       | 1       | 27    | 10    |
| Источники: |                                 |                         |        |        |       |         |         |       |       |

### Результаты выступлений в серии GP2
| Легенда к таблице |                                                                    |
| --- | ------------------------------------------------------------------ |
| В таблице перечислены результаты всех Гран-при Формулы-1, в которых принимал участие гонщик. Строками таблицы являются сезоны, столбцами — этапы чемпионата мира. В каждой клетке указаны сокращённое название этапа и результат, дополнительно обозначенный цветом. Расшифровка обозначений и цветов представлена в нижеследующей таблице. |                                                                    |
| \| Пример \| Описание \| \| ------------ \| ------------------------------------------------------------------ \| \| 1 \| Победитель \| \| 2 \| Второе место \| \| 3 \| Третье место \| \| 5 \| Финишировал, заработав очки \| \| Сход \| Не финишировал, но при этом заработал очки \| \| 12 \| Финишировал, не получив очков \| \| НКЛ \| Финишировал, но не попал в финальную классификацию \| \| 15 \| Участвовал вне зачёта, либо по отдельной классификации \| \| 18 \| Не финишировал, но попал в финальную классификацию \| \| Сход \| Не финишировал \| \| НКВ \| Не прошёл квалификацию \| \| НПКВ \| Не прошёл предквалификацию \| \| ДСК \| Дисквалифицирован \| \| ИСК \| Исключён из протокола соревнований \| \| ТТ \| Заявлен для участия только в тренировках \| \| НС \| Участвовал в квалификации, но не стартовал в гонке \| \| Т \| Травмирован или болен \| \| ОТК \| Отказ от участия \| \| НТР \| Прибыл на соревнования, но на трассу не выезжал \| \| НПР \| Был заявлен в числе участников, но не прибыл к началу соревнований \| \| О \| Соревнования отменены \| \| \| Не участвовал \| \| Поул-позиция \| \| \| Быстрый круг \| \| |                                                                    |
| Пример | Описание                                                           |
| 1 | Победитель                                                         |
| 2 | Второе место                                                       |
| 3 | Третье место                                                       |
| 5 | Финишировал, заработав очки                                        |
| Сход | Не финишировал, но при этом заработал очки                         |
| 12 | Финишировал, не получив очков                                      |
| НКЛ | Финишировал, но не попал в финальную классификацию                 |
| 15 | Участвовал вне зачёта, либо по отдельной классификации             |
| 18 | Не финишировал, но попал в финальную классификацию                 |
| Сход | Не финишировал                                                     |
| НКВ | Не прошёл квалификацию                                             |
| НПКВ | Не прошёл предквалификацию                                         |
| ДСК | Дисквалифицирован                                                  |
| ИСК | Исключён из протокола соревнований                                 |
| ТТ | Заявлен для участия только в тренировках                           |
| НС | Участвовал в квалификации, но не стартовал в гонке                 |
| Т | Травмирован или болен                                              |
| ОТК | Отказ от участия                                                   |
| НТР | Прибыл на соревнования, но на трассу не выезжал                    |
| НПР | Был заявлен в числе участников, но не прибыл к началу соревнований |
| О | Соревнования отменены                                              |
| | Не участвовал                                                      |
| Поул-позиция |                                                                    |
| Быстрый круг |                                                                    |

| Год  | Команда                 | 1          | 2          | 3          | 4          | 5          | 6          | 7        | 8          | 9          | 10         | 11       | 12       | 13         | 14       | 15         | 16         | 17       | 18       | 19         | 20         | 21         | ЛЗ | Очки |
| ---- | ----------------------- | ---------- | ---------- | ---------- | ---------- | ---------- | ---------- | -------- | ---------- | ---------- | ---------- | -------- | -------- | ---------- | -------- | ---------- | ---------- | -------- | -------- | ---------- | ---------- | ---------- | -- | ---- |
| 2007 | Durango                 | БАХ 1 9    | БАХ 2 Сход | ИСП 1 Сход | ИСП 2 15   | МОН 1 Сход | ФРА 1 Сход | ФРА 2 16 | ВЕЛ 1 12   | ВЕЛ 2 13   | ЕВР 1 Сход | ЕВР 2 16 | ВЕН 1 14 | ВЕН 2 15   | ТУЦ 1 8  | ТУЦ 2 Сход | ИТА 1 5    | ИТА 2 6  | БЕЛ 1 7  | БЕЛ 2 1    | ВАЛ 1 17   | ВАЛ 2 Сход | 15 | 16   |
| 2008 | iSport International    | ИСП 1 9    | ИСП 2 Ret  | ТУЦ 1 4    | ТУЦ 2 12   | МОН 1 3    | МОН 2 Сход | ФРА 2 7  | ФРА 2 Сход | ВЕЛ 1 3    | ВЕЛ 2 Сход | ГЕР 1 8  | ГЕР 2 1  | ВЕН 1 4    | ВЕН 2 НС | ЕВР 1 15   | ЕВР 2 Сход | БЕЛ 1 10 | БЕЛ 2 7  | ИТА 1 11   | ИТА 2 Сход |            | 10 | 31   |
| 2009 | Ocean Racing Technology | ИСП 1 Сход | ИСП 2 Сход | МОН 1 7    | МОН 2 Сход | ТУЦ 1 13   | ТУЦ 2 14   | ВЕЛ 1 6  | ВЕЛ 2 3    | ГЕР 1 Сход | ГЕР 2 11   | ВЕН 1 17 | ВЕН 2 10 | ВАЛ 1 Сход | ВАЛ 2 6  | БЕЛ 1 Сход | БЕЛ 2 7    | ИТА 1 19 | ИТА 2 12 | ПОР 1 Сход | ПОР 2 13   |            | 18 | 10   |

#### Результаты выступлений в GP2 Asia
| Год     | Команда                 | 1       | 2       | 3          | 4        | 5          | 6       | 7       | 8          | 9          | 10         | 11      | 12         | Место | Очки |
| ------- | ----------------------- | ------- | ------- | ---------- | -------- | ---------- | ------- | ------- | ---------- | ---------- | ---------- | ------- | ---------- | ----- | ---- |
| 2008    | iSport International    | ОАЭ 1 7 | ОАЭ 2 3 | ИНЗ 1 Сход | ИНЗ 2 13 | МАЗ 1 Сход | МАЗ 2 7 | БАХ 1 8 | БАХ 2 Сход | ОАЭ 1 Сход | ОАЭ 2 Сход |         |            | 13    | 7    |
| 2008—09 | Ocean Racing Technology | КИТ 1   | КИТ 2   | ОАЭ 1      | ОАЭ 2    | БАХ 1      | БАХ 2   | КАТ 1   | КАТ 2      | МАЗ 1      | МАЗ 2      | БАХ 1 9 | БАХ 2 Сход | 26    | 0    |

### Результаты выступлений в Формуле-1
| Год  | Команда     | Шасси         | Двигатель               | 1        | 2      | 3      | 4      | 5        | 6      | 7      | 8      | 9      | 10     | 11  | 12  | 13  | 14  | 15  | 16  | 17  | 18  | 19  | Место | Очки |
| ---- | ----------- | ------------- | ----------------------- | -------- | ------ | ------ | ------ | -------- | ------ | ------ | ------ | ------ | ------ | --- | --- | --- | --- | --- | --- | --- | --- | --- | ----- | ---- |
| 2010 | HRT F1 Team | Hispania F110 | Cosworth CA 2010 2.4 V8 | БАХ Сход | АВС 14 | МАЛ 15 | КИТ 17 | ИСП Сход | МОН 14 | ТУР 20 | КАН 18 | ЕВР 18 | ВЕЛ 19 | ГЕР | ВЕН | БЕЛ | ИТА | СИН | ЯПО | КОР | БРА | АБУ | 22    | 0    |
| 2011 | Team Lotus  | Lotus T128    | Renault RS27 2.4 V8     | АВС      | МАЛ    | КИТ    | ТУР    | ИСП      | МОН    | КАН    | ЕВР    | ВЕЛ    | ГЕР 20 | ВЕН | БЕЛ | ИТА | СИН | ЯПО | КОР | ИНД | АБУ | БРА | 28    | 0    |